# Sorgente Roveta
Sorgente Roveta (nota anche come Roveta), è stata un'azienda italiana produttrice di acqua minerale.
Il suo logo consisteva in una stella a cinque punte stilizzata, attraversata da una figura geometrica irregolare, all'interno della quale si trovava la scritta Roveta. Altro logo fu quello riportante la parola Scotti in corsivo.
La sua fonte - pur non accessibile  - è tuttora collocata nel comune di Scandicci, al termine di via Roveta, incanalata nella struttura dell'azienda. Mentre lo stabilimento è in stato di abbandono, sono state recuperate le abitazioni degli operai e parte degli uffici, trasformati in edifici residenziali.

## Storia

### Dagli inizi agli anni trenta
L'acqua Roveta prendeva il nome dall'omonima sorgente, a sua volta sgorgante nel bosco della Roveta. Seppure nota fin dal 1700, fu necessario attendere i primissimi anni del XX secolo perché un imprenditore locale, Enrico Scotti, elaborasse un primo progetto di recupero della fonte, nel frattempo dispersa sottoterra. L'acqua fu fatta analizzare da alcuni chimici; riscontrando caratteristiche alcaline cloruro-sodiche interessanti per la vendita, venne quindi sbancata parte della collina e costruito - appoggiato alla parete - un primo fabbricato, in pietra; un lungo cunicolo interno entrava dentro la collina e portava alla sorgente, che trasudava dalla roccia. Lungo il cunicolo, erano state installate due grandi vasche di raccolta e dalle quali veniva aspirata l'acqua verso le lavorazioni, in una struttura affiancata alla sorgente.
Nel 1929 l'impresa venne ereditata dal figlio di Enrico, Gino Scotti, che provvide ad un primo rilancio commerciale del prodotto, promuovendo le caratteristiche digestive, diuretiche ed antiuriche dell'acqua sia sulle bottiglie che con dépliant, e provvedendo ad affiancare al prodotto anche una vera e propria attività di tipo termale (pur non essendo l'acqua termale). Per far questo, venne scelta una villa (villa Torrigiani) in località Roncigliano - San Vincenzo a Torri, installandovi dapprima, nei corpi esistenti, una pensione ristorante, denominata "Sorgente Roveta" dotata fin dall'inizio di servizi all'avanguardia per l'epoca (campi da gioco, da tennis, un collegamento automobilistico con Firenze e connessioni telefoniche anche interurbane), e promossa attraverso pubblicità, e cartoline dedicate,  in modo da attrarre una clientela desiderosa di relax rimanendo però collegata con il mondo del lavoro. Successivamente, la struttura fu trasformata in un albergo (Albergo delle Fonti di Roveta), che -  in un'operazione di promozione notevole - ospitò più volte anche, in ritiro, la squadra di calcio della Fiorentina e la Nazionale di calcio italiana vincitrice dei mondiali del 1934 e 1938. Grazie alle conoscenze dello Scotti, oltre a personaggi dello sport, la pensione ospitò anche intellettuali e scrittori, fra cui il russo Dmitrij Sergeevič Merežkovskij, nel 1934.

### Dal dopoguerra agli anni cinquanta
Fu nell'immediato dopoguerra che si iniziò una ristrutturazione della fabbrica, in modo da rendere la lavorazione più efficiente ed a più grandi numeri, in modo da potersi espandere sul territorio e proporre anche altri prodotti, oltre all'acqua. Oltre a ingrandire la strada che portava alla ditta, venne aggiunto - a sinistra, guardando l'edificio originario - un ampio corpo in muratura, appoggiato sempre alla parete della collina, ulteriormente sbancata, e posto su due piani. Il nuovo stabilimento venne dotato di impianti completamente nuovi, acquistati a Losanna, in Svizzera, ed inaugurato nel 1953. La fabbrica contava circa ottanta operai; alcuni provenivano dai tredici poderi dello Scotti nella zona di Roveta, altri da San Vincenzo, Vigliano, Lastra a Signa e Montespertoli. Per coloro che provenivano da lontano, venne costruito una sorta di villaggio immediatamente a monte della fabbrica. Annesso all'edificio originario, una stanza venne trasformata in bar con una veranda, con un'uscita della sorgente contro il muro. Per la festa dell'Ascensione, ogni anno centinaia di persone da tutto il circondario raggiungevano l'ampio giardino e spiazzo antistante la fabbrica, dove sorgeva una statua del fondatore. 
In generale, il marketing e la strategia della Roveta, apprese dai proprietari grazie a viaggi in America, iniziarono a proporre in Italia la moda statunitense delle bibite in bottiglia. Parallelamente all'acqua, si avviò quindi la vendita di una lunga serie di prodotti di successo: aranciate, chinotti (denominati kinotti), limone e kola (fra cui la President's Kola), con loghi e colori ben identificabili. Lo stesso packaging era accuratamente studiato, con il disegno delle bottigliette stilizzato a forma di arancia, o con nuovi formati da 3/4 di litro. Contestualmente, lo studio del sistema pubblicitario portò la proprietà a lanciare concorsi a premio., e le pubblicità riportavano immagini di pin-up e slogan molto brevi ("piace di più" oppure "lava il rene", a seconda del pubblico a cui ci si voleva indirizzare). Negli anni cinquanta Roveta aveva raggiunto la massima diversificazione del prodotto e la massima espansione, arrivando a distribuire la propria merce su tutto il territorio nazionale ed anche all'estero, stringendo accordi anche con paesi come il Congo. L'albergo fu ampliato, venendo aggiornato e dotato di attrattive (minigolf, toboga, campi da tennis).

### Gli anni sessanta ed il declino
Con la morte del proprietario, avvenuta nel luglio 1961, una serie di problematiche legate all'eredità  - che portarono anche ad un sequestro dei beni, seppure senza interferire nell'attività dell'azienda - portarono ad un'interruzione degli investimenti. Nel 1966 gli operai chiiesero il rinnovo del contratto , che risaliva al 1925.

### Gli anni settanta e la chiusura
Mentre non veniva aggiornato il prodotto, i gusti del pubblico cambiavano, portando ad una crisi nelle vendite. Nei primi anni settanta la distribuzione dell'acqua Roveta divenne sempre più circoscritta ad un ambito locale, con una progressiva riduzione nel numero dei dipendenti, alcuni dei quali valutarono anche, in extremis, la possibilità di rilevare l'azienda, la cui struttura era essenzialmente ancora sana. Nel frattempo, fu sospesa la produzione di bibite, con i depositi delle stesse lasciati in magazzino. Il 14 agosto 1975, lo stabilimento venne chiuso per la pausa estiva, senza però più riaprire. Paradossalmente, oltre ai documenti, la mobilia, gli arredi, le strutture, i macchinari ed il magazzino di bottiglie ed etichette fu abbandonato per anni, per essere progressivamente depredato e ridotto in condizioni di precarietà. 
L'albergo andò incontro ad un simile destino, con varie chisure ed aperture, fino agli anni 2000, chiudendo nel 2008.

## Caratteristiche
L'acqua Roveta veniva definita, nelle prime relazioni delle analisi chimiche, acqua alcalina cloruro-sodica anche se, a causa del momento storico delle analisi, è difficile valutarne oggi le caratteristiche.

## Produzione
Nel periodo di massimo splendore lo stabilimento impiegava circa 80 operai, mentre al momento della chiusura i dipendenti erano 15. Nel corso dell'esistenza attiva dell'impresa, gran parte delle bottiglie era destinata all'esportazione.

## Le strutture oggi
Il patrimonio degli eredi del fondatore è stato negli anni frazionato. L'albergo Roveta è stato preservato nel tempo. Infatti, nonostante periodi di inattività anche lunghi, è stato acquistato - dopo una serie di aste andate deserte - da un imprenditore locale. Le case degli operai, all'affaccio dello stabilimento, sono state in parte ristrutturate e adibite ad abitazioni civili, potendo così preservare la funzionalità della strada bianca che collegava la fabbrica stessa a Scandicci, e la cui fruibilità si è però nel tempo ridotta, divenendo oggi impraticabile se non con mezzi alti. L'edificio di coltivazione e lavorazione è rimasto invece abbandonato dal 1975 agli elementi. Privato del proprio contenuto, e presumibilmente in parte depredato delle poche cose che residuavano negli anni duemila (cestelli di plastica per le bottiglie, e le bottiglie stesse) quel che rimaneva è stato coinvolto dal crollo di tutti i soffitti del secondo piano. Probabilmente per motivi di sicurezza, ciò che rimaneva, finanche gli scheletri di tutti i macchinari, oramai ridotti a ruggine, è stato smontato ed asportato. Lo stesso è avvenuto per i residui di bottiglie di vetro rimasti all'interno della fabbrica. La parte storica è stata in parte messa in sicurezza, e si mantiene la parte dei cunicoli che porta alle sorgenti.

## Il marchio "Roveta" e la sorgente
Il marchio "Roveta" risulta ad oggi non utilizzato. Recentemente, è stato attivato un permesso di ricerca geologica volto a trovare, e studiare il recupero e l'eventuale sfruttamento delle acque sorgenti-termali che alimentavano lo stabilimento. L'attività è tuttora in corso. 